# Cumbola
Cumbola es un lugar designado por el censo ubicado en el condado de Schuylkill en el estado estadounidense de Pensilvania. En el año 2010 tenía una población de 443 habitantes y una densidad poblacional de 443 personas por km².

## Geografía
Cumbola se encuentra ubicado en las coordenadas 40°42′39″N 76°8′21″O / 40.71083, -76.13917. Según la Oficina del Censo de los Estados Unidos, Cumbola tiene una superficie total de 0,39 mi² (1 km²), de la cual 0,39 mi² (1 km²) corresponden a tierra firme y 0 mi² (0 km²) es agua.